# Giuseppe Carpani
Giuseppe Carpani 
(Milánó, 1907. február 24. – Milánó, 1958. október 22.) olasz nemzetközi labdarúgó-játékvezető.

## Pályafutása

### Nemzeti játékvezetés
1941-ben lett az I. Liga játékvezetője. A nemzeti játékvezetéstől 1953-ban vonult vissza. Első ligás mérkőzéseinek száma: 119. Pályafutása alatt, fegyelmezési okok miatt 24 játékost kiállított (leküldött a játéktérről).

### Nemzetközi játékvezetés
A Francia labdarúgó-szövetség Játékvezető Bizottsága (JB) terjesztette fel nemzetközi játékvezetőnek, a Nemzetközi Labdarúgó-szövetség (FIFA) 1948-tól tartotta nyilván bírói keretében. Több nemzetek közötti válogatott és klubmérkőzést vezetett, vagy működő társának partbíróként segített. Az aktív nemzetközi játékvezetéstől 1953-ban búcsúzott.
Válogatott mérkőzéseinek száma: 14.

#### Olimpiai játékok
Az 1948. évi nyári olimpiai játékok labdarúgó tornáján a FIFA JB játékvezetőként alkalmazta. A FIFA JB elvárása szerint, ha nem vezetett, akkor működő társának partbíróként segített. Az első fordulóban két alkalommal, majd a bronz mérkőzésen volt partbíró. Olimpián vezetett mérkőzéseinek száma: 1 + 3 (partbíró).

##### 1948. évi nyári olimpiai játékok
| Időpont            | Helyszín                     | Mérkőzés típusa   | Mérkőzés             | Eredmény | Nézők száma |
| ------------------ | ---------------------------- | ----------------- | -------------------- | -------- | ----------- |
| 1948. augusztus 8. | Selhurst Park, South Norwood | egyik negyeddöntő | Svédország–Dél-Korea | 12 – 0   | 7110        |